# Бронебійний снаряд з бронебійним наконечником

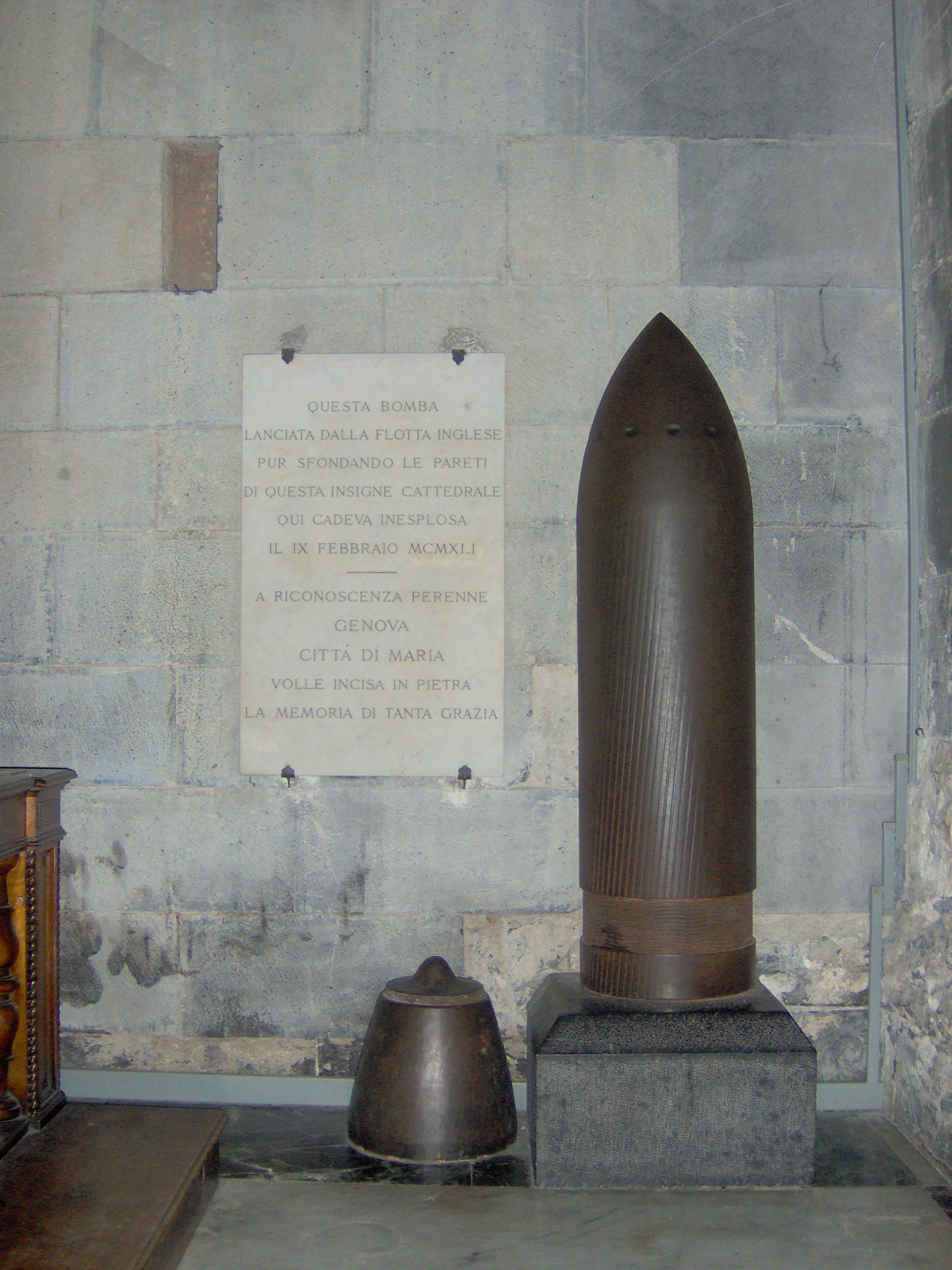
Британський військово-морський 15-дюймовий снаряд який не розірвався, скинутий у 1941 році в Генуї (бронебійний наконечник зліва, балістичний відсутній)

Бронебійний снаряд з бронебійним наконечником є одним з видів бронебійних снарядів.

## Історія
У 1893 році на голівку снарядів вперше стали насаджувати ковпачки з м'якої сталі. Автором цього винаходу став російський віце-адмірал Степан Осипович Макаров. Тому такі наконечники нерідко називали «макарівські ковпачки». Ці ковпачки представляли собою наконечник з м'якої нелегованої сталі, яка сплющувалася при ударі, одночасно змушуючи твердий верхній шар броні тріскатися. Слідом за цим тверда основна частина бронебійного снаряда легко пробивала нижні шари броні — значно менш тверді. Бронебійні наконечники, як правило, підвищували бронепробиття снаряда при інших рівних на 10-16 %, але при цьому дещо погіршувалася купчастість. Шестидюймові снаряди з такими наконечниками пробивали 254 мм броню (впритул). Впровадження цих снарядів в практику російського флоту відбулося набагато пізніше, що було пов'язано з рішенням складного технологічного завдання — кріплення ковпачка на снаряді.

## Розробки
Сам бронебійний снаряд призначався для боротьби з бронетехнікою противника, виводячи її з ладу і знищуючи екіпаж. Однак, броня на техніці ставала все краще, збільшувалась товщина, в передній частині з'явився нахил, нова конструкція паливного бака, і звичайний бронебійний снаряд був неефективним. Спочатку реакцією на поліпшення броні стало збільшення швидкості снаряда. Тоді ж було встановлено, що сталевому дробу, як правило, щоб зруйнувати броню, необхідна швидкість близько 823 м/с. Так був розроблений бронебійний снаряд з бронебійним наконечником. Наконечник розподіляв енергію з боків снаряда, зменшуючи тим самим його руйнування. Єдиним мінусом було те, що структура наконечника на снаряді зменшувала аеродинамічну ефективність, що позначалося на точності і дальності удару. Пізніше цю проблему вирішили установкою обтічного балістичного ковпачка, що дозволяє збільшити точність і ступінь проникнення, а так само зменшити в польоті втрату швидкості.
На початку Другої світової війни такі снаряди, випущені з високошвидкісних гармат, мали достатню бронебійність з близької відстані (близько 100 м). При збільшенні відстані (500-1000 м) через погану балістичну форму й високий опор бронебійність падала. Пізніше, з близької відстані (100 м) снаряди великокаліберних високошвидкісних гармат (75-128 мм) змогли пробити набагато більшу товщину броні. Випробування на британських гарматах QF 17 pounder, які  стріляли по трофейним німецьким Пантерам, показало, що бронебійні снаряди з наконечниками були більш точними, ніж снаряди з піддоном який відокремлюється.